# Nathan Bastian
Pour les articles homonymes, voir Bastian.
Nathan Bastian (né le 6 décembre 1997 à Kitchener, dans la province de l'Ontario au Canada) est un joueur professionnel canadien de hockey sur glace qui évolue actuellement pour les Devils du New Jersey dans la LNH.

## Carrière
En 2013, il commence sa carrière avec les Steelheads de Mississauga dans la Ligue de hockey de l'Ontario. Il est choisi au cours du repêchage d'entrée 2016 dans la Ligue nationale de hockey par les Devils du New Jersey en 2e ronde, en 41e position. 
Il passe professionnel avec les Devils de Binghamton dans la Ligue américaine de hockey en 2017. Le 19 janvier 2019, il est rappelé par les Devils dans la LNH. Le soir même, il joue son premier match dans la LNH contre les Ducks d'Anaheim. Le 25 février 2019, soit 1 mois après son premier match, il marque son premier but contre les Canadiens de Montréal.
Le 15 juin 2021, il est re-signé par les Devils avec un contrat de deux ans. Lors du repêchage d’expansion de la LNH 2021, Bastian a été sélectionné par le Kraken de Seattle.

## Statistiques
| Saison     | Équipe                    | Ligue      |     | Saison régulière | Saison régulière | Saison régulière | Saison régulière | Saison régulière |   | Séries éliminatoires | Séries éliminatoires | Séries éliminatoires | Séries éliminatoires | Séries éliminatoires |
| Saison     | Équipe                    | Ligue      | PJ  | B                | A                | Pts              | Pun              | PJ               | B | A                    | Pts                  | Pun                  |                      |                      |
| 2013-2014  | Steelheads de Mississauga | LHO        | 21  | 2                | 1                | 3                | 6                | 4                | 0 | 0                    | 0                    | 2                    |                      |                      |
| 2014-2015  | Steelheads de Mississauga | LHO        | 68  | 17               | 12               | 29               | 22               | -                | - | -                    | -                    | -                    |                      |                      |
| 2015-2016  | Steelheads de Mississauga | LHO        | 64  | 19               | 40               | 59               | 50               | 5                | 0 | 4                    | 4                    | 0                    |                      |                      |
| 2016-2017  | Steelheads de Mississauga | LHO        | 58  | 16               | 29               | 45               | 43               | 20               | 7 | 7                    | 14                   | 16                   |                      |                      |
| 2017-2018  | Devils de Binghamton      | LAH        | 68  | 10               | 8                | 18               | 45               | -                | - | -                    | -                    | -                    |                      |                      |
| 2018-2019  | Devils de Binghamton      | LAH        | 58  | 18               | 6                | 24               | 63               | -                | - | -                    | -                    | -                    |                      |                      |
| 2018-2019  | Devils du New Jersey      | LNH        | 7   | 3                | 0                | 3                | 10               | -                | - | -                    | -                    | -                    |                      |                      |
| 2019-2020  | Devils de Binghamton      | LAH        | 62  | 16               | 22               | 38               | 55               | -                | - | -                    | -                    | -                    |                      |                      |
| 2020-2021  | Devils du New Jersey      | LNH        | 41  | 3                | 7                | 10               | 21               | -                | - | -                    | -                    | -                    |                      |                      |
| 2021-2022  | Kraken de Seattle         | LNH        | 12  | 1                | 1                | 2                | 31               | -                | - | -                    | -                    | -                    |                      |                      |
| 2021-2022  | Devils du New Jersey      | LNH        | 60  | 11               | 5                | 16               | 34               | -                | - | -                    | -                    | -                    |                      |                      |
| 2022-2023  | Devils du New Jersey      | LNH        | 43  | 6                | 9                | 15               | 31               | 12               | 1 | 1                    | 2                    | 16                   |                      |                      |
| 2023-2024  | Devils du New Jersey      | LNH        | 54  | 5                | 7                | 12               | 32               | -                | - | -                    | -                    | -                    |                      |                      |
| 2024-2025  | Devils du New Jersey      | LNH        | 59  | 4                | 6                | 10               | 31               | 5                | 0 | 0                    | 0                    | 0                    |                      |                      |
| Totaux LNH | Totaux LNH                | Totaux LNH | 276 | 33               | 35               | 68               | 190              | 17               | 1 | 1                    | 2                    | 16                   |                      |                      |